# Gordon Tootoosis
Gordon Tootoosis, född 25 oktober 1941 i Poundmaker Reserve nära Cut Knife, Saskatchewan, död 5 juli 2011 i Saskatoon, Saskatchewan, var en kanadensisk skådespelare.
Tootoosis var ättling till Yellow Mud Blanket, bror till den kända Cree-ledaren Pitikwahanapiwiyin. Gordons far, John Tootoosis, är en av grundarna till the National Indian Brotherhood och föreståndare för Federation of Saskatchewan Indian Nations (FSIN), där även Gordon varit vice föreståndare.
Tootoosis första roll var i filmen Alien Thunder från 1973 med bland andra Chief Dan George och Donald Sutherland. Han har även gjort rösten till indianen och åldersmannen Kekata i Disneyklassikern Pocahontas.
Sedan 1965 är Tootoosis gift med Irene Seseequasis. Tillsammans har de tre biologiska döttrar och två adopterade söner. Sedan deras dotter Glynnis gått bort i cancer 1997 har de även tagit hand om uppfostran av hennes fyra barn. Tootoosis avled i lunginflammation den 5 juli 2011. 